# Єнгалишево
Єнгали́шево (рос. Енгалышево, башк. Енғалыш) — село у складі Чишминського району Башкортостану, Росія. Адміністративний центр Єнгалишевської сільської ради.
Населення — 485 осіб (2010; 493 у 2002).
Національний склад:
- ерзя — 33 %